# Rów

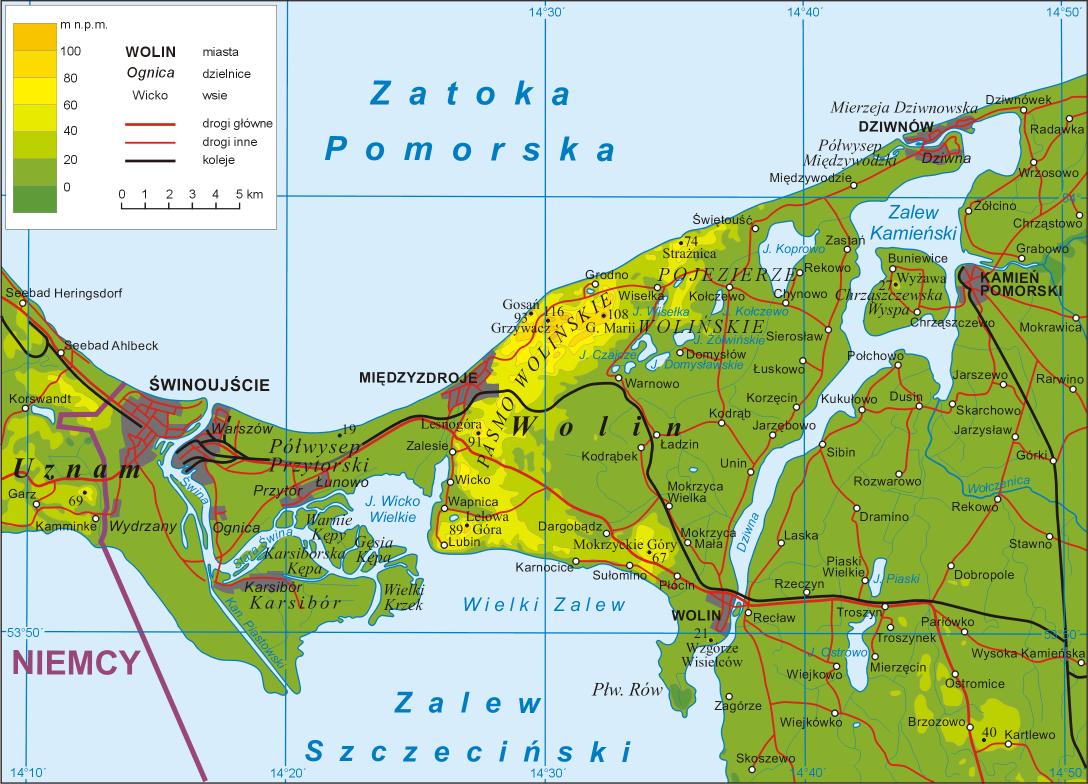
Karte Wolins mit Südspitze Rów

Die Halbinsel Rów (polnisch auch Półwysep Rów, deutsch Der Roof)  bildet den südlichsten Teil der  Insel Wolin in der polnischen Woiwodschaft Westpommern.

## Geographie
Die Halbinsel befindet sich westlich der Wasserstraße Głęboki Nurt (Der tiefe Zug), dem Übergang  vom Stettiner Haff in die Dziwna (Dievenow). Die Halbinsel  erstreckt sich etwa drei Kilometer von Norden nach Süden. Die Ausdehnung in ost-westlicher Richtung beträgt rund einen Kilometer. Die Halbinsel ragt nur wenig über den Wasserspiegel des Haffs hervor und wird mitunter bei Sturmhochwasser überspült.

## Geschichte
Bereits im Mittelalter wurde der Roof als Weideland genutzt. Herzog Bogislaw IV. von Pommern verlieh die Roofwiesen (Roff) 1304 dem Kloster Wollin und gab Fischereirechte dazu.; zuvor hatte sie sich im Besitz eines Reslaw Witte befunden. 1305 verlieh er der Stadt Wollin das Recht der Fischerei mit einem großen Netz vom Roof ins Stettiner Haff.
Nach der Einführung der Reformation und der Aufhebung der Klöster in Pommern in der Mitte des 16. Jahrhunderts gehörte der Roof zum herzoglichen Amt Wollin. Die Wiesen wurden zum Teil von einem fürstlichen Ackerhof in der Nähe der Stadt Wollin bewirtschaftet. Auf der Lubinschen Karte wird eine Ortschaft namens Raeff erwähnt.
Nach Ende des Zweiten Weltkriegs wurde der Roof zusammen mit der Insel Wollin, einem Teil Vorpommerns und  Hinterpommern unter polnische Verwaltung gestellt. 1949 wurde durch eine ministerielle Verordnung  der Volksrepublik Polen „Rów“ als offizieller polnischer Name der Halbinsel festgelegt.
In den 1990er Jahren wurde die Halbinsel Rów zu einem Biotopschutzgebiet erklärt. Sie beherbergt seltene Pflanzen und dient verschiedenen Vogelarten als Rast- und Brutplatz. Seit 2005 gehört Rów zum polnischen Naturpark am Stettiner Haff.